# Molothrus oryzivorus
Molothrus oryzivorus là một loài chim trong họ Icteridae.